# Direitos LGBT na Indonésia
As pessoas lésbicas, gays, bissexuais e transgêneros (LGBT) na Indonésia enfrentam desafios legais e preconceitos em todo o país. Os costumes tradicionais desaprovam a homossexualidade e a transição de gênero, o que afeta as políticas públicas. Casais do mesmo sexo e famílias chefiadas por casais homossexuais no país não são elegíveis para nenhuma das proteções legais disponíveis para casais heterossexuais. A nível nacional, a Indonésia não possui uma lei de sodomia, e o país atualmente não proíbe a atividade sexual não comercial, privada e consensual entre membros do mesmo sexo; no entanto não há qualquer lei específica que proteja a comunidade LGBT do país contra discriminação e crimes de ódio. O novo código penal do país, que entrará em vigor em 2026, não menciona as relações entre pessoas do mesmo sexo, mas proíbe a coabitação e o sexo fora do casamento entre heterossexuais, e há temores de que seu texto seja usado para perseguir pessoas LGBT. Na província de Achém, a homossexualidade é ilegal sob a lei islâmica da xaria, sendo punível com açoitamento ou prisão. A Indonésia não reconhece o casamento entre pessoas do mesmo sexo.
Em julho de 2015, o ministro de Assuntos Religiosos declarou que é difícil para a Indonésia legalizar o casamento entre pessoas do mesmo sexo porque normas religiosas enraizadas se colocam fortemente contra isso. A importância da harmonia social na Indonésia leva a uma ênfase nos deveres sobre os direitos, o que significa que os direitos humanos em geral, incluindo os direitos LGBT, são muito frágeis. Apesar disso, a comunidade LGBT na Indonésia tornou-se cada vez mais visível e politicamente ativa.
Assumir-se para familiares e amigos raramente é feito no país, pois as pessoas LGBT têm medo de rejeição e reação social. No entanto, existem alguns casos raros de compreensão e aceitação por parte de suas famílias.
Apesar da reputação da Indonésia como um país muçulmano relativamente moderado, no século XXI, os grupos muçulmanos fundamentalistas que apoiam a xaria ganharam apoio crescente. Como resultado, as pessoas LGBT têm enfrentado crescente hostilidade e intolerância, incluindo ataques e discriminação. No início de 2016, pessoas e ativistas LGBT na Indonésia enfrentaram forte oposição, ataques homofóbicos e discurso de ódio, lançados até mesmo pelas autoridades do país. Em fevereiro de 2016, a Human Rights Watch instou o governo indonésio a defender os direitos das pessoas LGBT e condenar publicamente os comentários discriminatórios das autoridades.
Em 2017, dois jovens gays de 20 e 23 anos foram condenados a uma surra em público na província de Achém. No mesmo ano, a polícia lançou vários ataques a saunas gays sob o pretexto de crimes relacionados à pornografia. Em maio de 2017, 141 homens foram presos por uma "festa de sexo gay" na capital Jacarta; no entanto, apenas dez foram formalmente acusados. Outra operação ocorreu em outubro de 2017, quando a polícia indonésia invadiu uma sauna no centro de Jacarta considerada popular entre gays, prendendo 51 pessoas, embora apenas seis tenham sido acusadas judicialmente, incluindo o proprietário do spa. Uma interpretação excessivamente ampla da "Lei da Pornografia" (n.º 44/2008), juntamente com a inação do governo, permitiu que a polícia a usasse contra pessoas LGBT.

## Legislação

### Legalidade e reconhecimento de relacionamentos entre pessoas do mesmo sexo
A lei indonésia não reconhece o casamento entre pessoas do mesmo sexo, uniões civis ou parcerias domésticas.

Mapa da Indonésia nas cores da bandeira LGBT

Ao contrário de seu país vizinho, a Malásia, a Indonésia não tem explicitamente uma lei de sodomia. O código penal indonésio em vigor não proíbe a atividade sexual não comercial, privada e consensual entre dois adultos consentidos do mesmo sexo. Um projeto de lei que visava criminalizar a atividade sexual entre pessoas do mesmo sexo no país, juntamente com a coabitação, o adultério e a prática de bruxaria, não foi aprovado em 2003.
A nível nacional, a Indonésia permite a atividade sexual privada e consensual entre membros do mesmo sexo desde 1993, a partir dos 18 anos de idade. A Constituição não aborda explicitamente a orientação sexual ou a identidade de gênero. Ela garante a todos os cidadãos vários direitos legais, incluindo igualdade perante a lei, igualdade de oportunidades, tratamento humano no local de trabalho, liberdade religiosa, liberdade de opinião, reunião pacífica e associação.
Porém, o país permite que um de seus governos provinciais estabeleça leis específicas baseadas na xaria, como sanções criminais para a homossexualidade. Essas penalidades locais existem na província de Achém, onde foi aprovado um estatuto contra os direitos LGBT. Esses códigos criminais baseados na xaria permitem até 100 chicotadas ou até 100 meses de prisão por atividade sexual consensual entre pessoas do mesmo sexo.
Em dezembro de 2022, a Assembleia Consultiva Popular, o poder legislativo do país, aprovou um novo código penal que proíbe a coabitação e o sexo fora do casamento entre heterossexuais, com a exigência de que o cônjuge ou parentes do infrator façam queixa à polícia. Uma tentativa de grupos islâmicos de criminalizar o sexo entre homossexuais foi derrotada nos debates, e não há menção nos artigos do novo código a atos sexuais entre pessoas do mesmo sexo. O ministro de Coordenação para Assuntos Políticos, Legais e de Segurança, Mahfud MD, declarou que a nova lei não irá penalizar relações homossexuais privadas, mas organizações de defesa dos direitos humanos e dos direitos LGBT expressaram temores de que o texto seja extensivamente interpretado para perseguir, denunciar e impor medo a pessoas LGBT, citando por exemplo o artigo que criminaliza "tentar substituir o Pancasila como ideologia estatal". O código entrará em vigor em 2026. Atualmente, o código penal em vigor não criminaliza relações extraconjugais.

### Serviço militar
Não existe uma lei militar que diga claramente que as pessoas LGBT são proibidas de ingressar nas forças armadas. No entanto, vários soldados foram demitidos porque foram pegos tendo relações sexuais com pessoas do mesmo sexo sob o telegrama ST/1648–2019.
Alguns deles também foram presos por supostamente "desobedecer a uma ordem de serviço". Em 2021, Aprilio Manganang tornou-se o primeiro militar a mudar legalmente o gênero de mulher para homem, embora em seu caso ele fosse intersexo, tendo sido atribuído como mulher ao nascer e criado como menina.
Em dezembro de 2022, foi relatado que soldados do exército indonésio que se envolveram em "sexo gay consensual entre adultos em particular" estavam enfrentando pena de prisão devido a uma repressão do governo.

### Adoção e planejamento familiar
Casais do mesmo sexo não são elegíveis para adotar uma criança na Indonésia. Só podem adotar casais casados formados por marido e mulher.
Embora a lei do país exija que apenas casais casados compostos por marido e mulher possam adotar, a adoção por pessoas solteiras, independentemente da orientação sexual ou identidade de gênero, é permitida após a autorização do Ministério dos Assuntos Sociais ou uma de suas agências locais, e não há leis que a proíbam.

### Terapia de conversão
A terapia de conversão, comumente chamada de "reabilitação", não é regulamentada, mas não é criminalizada. Houve uma tentativa de regulamentá-la em um projeto de lei intitulado "RUU Ketahanan Keluarga" (significa "Projeto de Lei de Resiliência Familiar"), mas este foi rejeitado por 5 de 9 partidos no Conselho Representativo Popular. Alguns governos municipais legalizaram de fato a terapia de conversão.

### Proteções contra discriminação
Não existe nenhuma lei específica para proteger os cidadãos indonésios de discriminação ou assédio com base em sua orientação sexual ou identidade de gênero. No entanto, as agências governamentais estão lentamente começando a adotar políticas antidiscriminatórias. A Procuradoria Geral da República rescindiu recentemente uma oferta de emprego público declarando que pessoas LGBT não poderiam se candidatar por causa de insanidade mental, após ser aconselhada pela Comissão Nacional de Direitos Humanos.
Em março de 2019, um brigadeiro da polícia indonésia de 30 anos, conhecido como TT, abriu um processo no Tribunal Administrativo do Estado de Semarang, em Java Central, contra a polícia provincial, alegando violação da lei de discriminação, alegando que foi demitido por ser gay depois que colegas revelou ele e seu parceiro. Ele também apresentou uma queixa à comissão de direitos humanos. Em maio de 2019, o tribunal rejeitou o processo. Seu advogado disse que o painel de juízes decidiu que não poderia seguir examinando o caso porque TT deveria ter primeiro apelado da demissão às autoridades da Polícia Central de Java, quando recebeu a carta de rescisão, antes de entrar com uma ação judicial.
Embora a Indonésia não tenha explicitamente proteções de discriminação consagradas pela constituição nacional, as autoridades policiais indonésias determinaram em uma carta circular de 2015 que processariam qualquer discurso de ódio relacionado a orientações sexuais e identidade de gênero. O governo indonésio afirmou que em um país democrático, todo cidadão tem o direito de se expressar e pensar, e que este será protegido e fornecido pelo Estado. O principal objetivo de erradicar o discurso de ódio é proteger e controlar uma vida social harmoniosa em uma sociedade heterogênea. Da mesma forma, o Regulamento do Chefe da Polícia Nacional da República da Indonésia Número 8 de 2009 estipula o dever da polícia de proteger os direitos especiais dos grupos minoritários, inclusive em termos de orientação sexual. Por outro lado, embora não explicitamente mencionado na constituição, teoricamente há uma garantia de proteção contra práticas discriminatórias no emprego com base em qualquer fundamento na Constituição e na Lei dos Direitos Humanos (n.º 39/1999).

### Apelos à discriminação e criminalização
A oposição mais ativa ao reconhecimento dos direitos LGBT na Indonésia é oriunda de autoridades religiosas e grupos de pressão, especialmente organizações islâmicas. O Conselho Ulema Indonésio (Majelis Ulama Indonesia ou MUI) fez uma declaração que estigmatizou a população LGBT, declarando-a "desviante" e uma afronta à "dignidade da Indonésia".
Em 2005, o governo indonésio concedeu à província de Achém o direito de introduzir a xaria, embora apenas para residentes muçulmanos. A província no extremo norte do país promulgou uma lei anti-homossexualidade baseada na xaria que pune qualquer pessoa pega fazendo sexo gay com 100 chicotadas, com prazo para o início da aplicação até o final de 2015. Outro exemplo é a cidade de Palimbão, que introduziu prisão e multas por sexo homossexual, embora as leis em questão tenham sido suspensas em 2020. De acordo com a lei, a homossexualidade era definida como um ato de "prostituição que viola as normas de decência comum, religião e normas legais conforme se aplicam ao regime social".
Em março de 2015, o Conselho Ulema emitiu uma fátua, ou decreto religioso, exigindo que atos do mesmo sexo fossem punidos com surras e, em alguns casos, com a pena de morte. A fátua considera a homossexualidade uma "doença curável" e diz que os atos homossexuais "devem ser severamente punidos".
O Conselho Representativo Popular (DPR), câmara baixa da Assembleia Consultiva Popular, rejeitou introduzir a pena de morte para punir relações sexuais entre pessoas do mesmo sexo, afirmando que é totalmente impossível implementar essa política na Indonésia. O Conselho afirmou que a fátua do MUI serve apenas como orientação moral para os adeptos, não como lei positivada, uma vez que o poder legal é detido apenas pelo Estado.
Em março de 2016, o Partido da Justiça Próspera (PKS) apresentou um projeto de lei com o objetivo de banir o ativismo pelos direitos LGBT e impor uma "reabilitação" a quem descumprir a proibição; o projeto recebeu o apoio do Partido da União e Desenvolvimento (PPP). Vários políticos fizeram declarações contra a comunidade LGBT nos meses seguintes daquele ano.
No final de novembro de 2016, a Frente de Defensores do Islã (FPI) informou à polícia em Jacarta que havia uma "festa do sexo". A polícia então invadiu a reunião gay, acusando os homens de violar a lei nacional contra a pornografia, que é escrita de maneira muito ampla.
Em 21 de maio de 2017, a polícia deteve 144 pessoas em uma batida em uma sauna gay, a Atlantis Jakarta. O Conselho Ulema Indonésio declarou que tal atividade era uma blasfêmia contra a religião e um insulto contra a cultura indonésia: "Que tipo de lógica é capaz de aceitar esse tipo de desvio sexual, mesmo os animais não são gays. Claramente não se trata de igualdade", afirmou o chefe do departamento jurídico do MUI. A declaração foi feita apesar da homossexualidade ter sido observada em mais de 1.500 espécies animais. No início do mesmo mês, quatorze homens haviam sido presos em uma "festa gay" em Surabaya.
Em 14 de dezembro de 2017, o Tribunal Constitucional da Indonésia rejeitou, por 5 votos a 4, uma petição da conservadora Family Love Alliance que buscava alterar o código penal indonésio para tornar ilegal o sexo gay e o sexo fora do casamento. O pedido buscava revisar três artigos do Código Penal Indonésio (KUHP): o 248, sobre adultério, o 285, sobre estupro, e o 292, sobre abuso infantil. Segundo o artigo 292 do código, o abuso sexual de crianças é crime, tanto nas condutas heterossexuais como homossexuais. A organização buscou apagar o termo "menor" no artigo 292, a fim de perseguir todas as condutas sexuais entre pessoas do mesmo sexo de todas as idades, inclusive entre adultos consentidos, tentando efetivamente criminalizar a homossexualidade. O tribunal rejeitou a alteração da lei e considerou que a questão era assunto da Assembleia Consultiva Popular.
A partir de janeiro de 2018, como parte da revisão do código penal, os legisladores trabalharam em um projeto para um novo código. Apesar das críticas internacionais e dos temores das organizações de direitos humanos, se aprovada, a lei criminalizaria o sexo consensual entre duas pessoas solteiras e a coabitação, além do adultério e do estupro. Também permitiria que pessoas lésbicas, gays, bissexuais ou transgênero fossem levados a julgamento por sua orientação sexual.
No fim de setembro de 2019, manifestações estudantis generalizadas se opuseram ao plano de revisão do código penal do Conselho Representativo Popular. A revisão discriminaria fortemente as pessoas LGBT. O inciso 1.º do artigo 421, relativo à obscenidade, mencionaria explicitamente os atos homossexuais: "Quem praticar atos obscenos contra outras pessoas do mesmo sexo em público é condenado na pena de prisão máxima de 1 ano e seis meses ou multa até à categoria III." Havia o medo de que a menção explícita à obscenidade do "mesmo sexo" desencadeasse tratamento discriminatório e outras leis atacando principalmente o público LGBT. Devido à grande oposição, o governo adiou o controverso projeto de código penal revisado na ocasião.

## Identidade e expressão de gênero

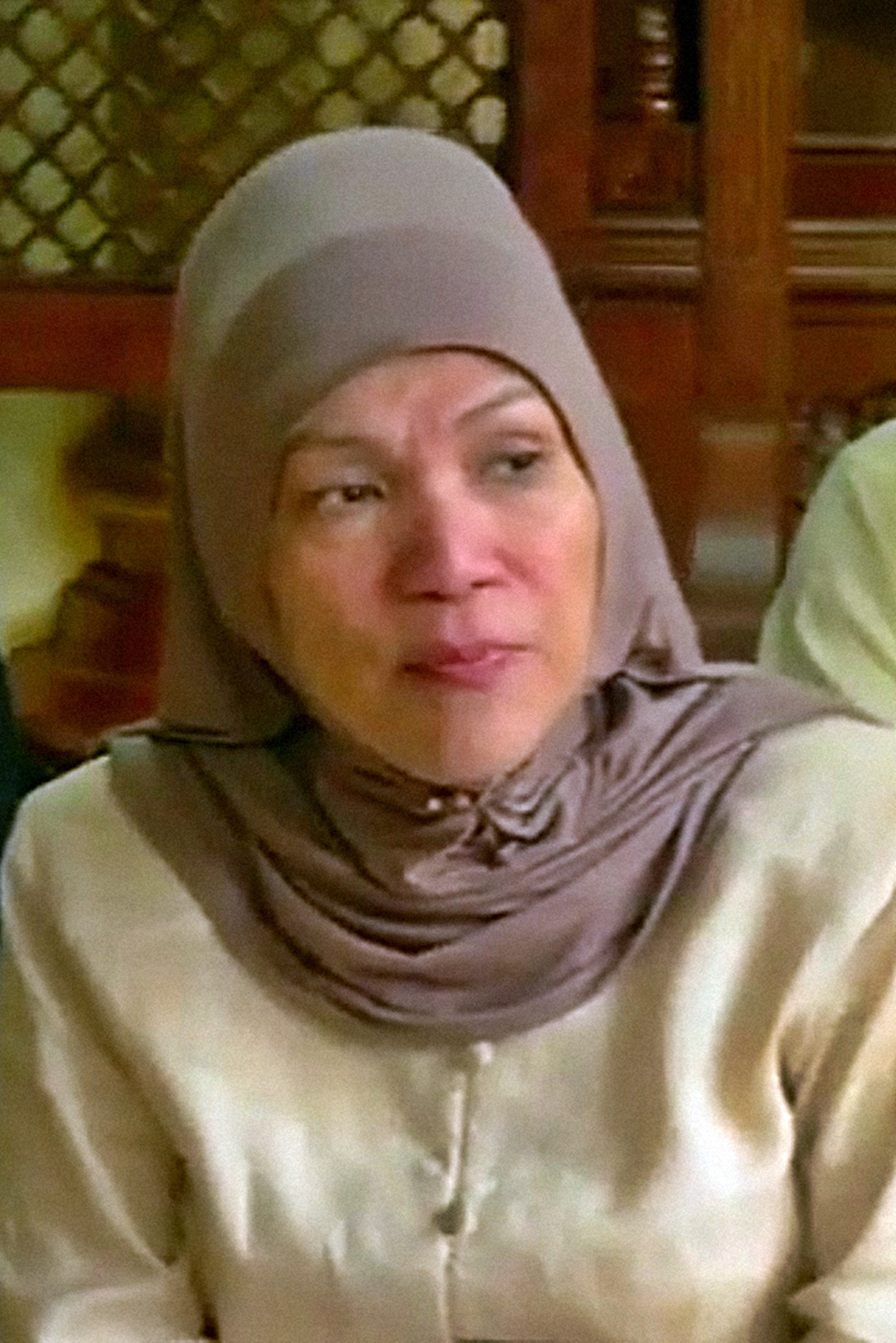
Dorce Gamalama, apresentadora transgênero indonésia

A identidade transgênero (também chamada de waria) faz parte da cultura e da sociedade indonésias há muito tempo. Embora as pessoas trans na Indonésia sejam geralmente mais aceitas do que gays, lésbicas e bissexuais, elas têm, nos últimos anos, enfrentado crescente discriminação e rejeição, principalmente de grupos muçulmanos que apoiam a xaria, que se tornaram cada vez mais populares no país. A situação de pessoas transexuais no país é complexa. O cross-dressing não é ilegal, e faz parte de alguns rituais e manifestações artísticas tradicionais; enquanto alguma tolerância pública é dada a pessoas LGBT que trabalham em salões de beleza ou na indústria do entretenimento, como a apresentadora de talk show transgênero Dorce Gamalama. As pessoas trans podem mudar seu gênero legal em documentos oficiais após passarem por uma cirurgia de redesignação sexual e receberem a aprovação de um juiz. Indivíduos que passam por essa cirurgia são mais tarde capazes de se casar com pessoas do sexo legal oposto.

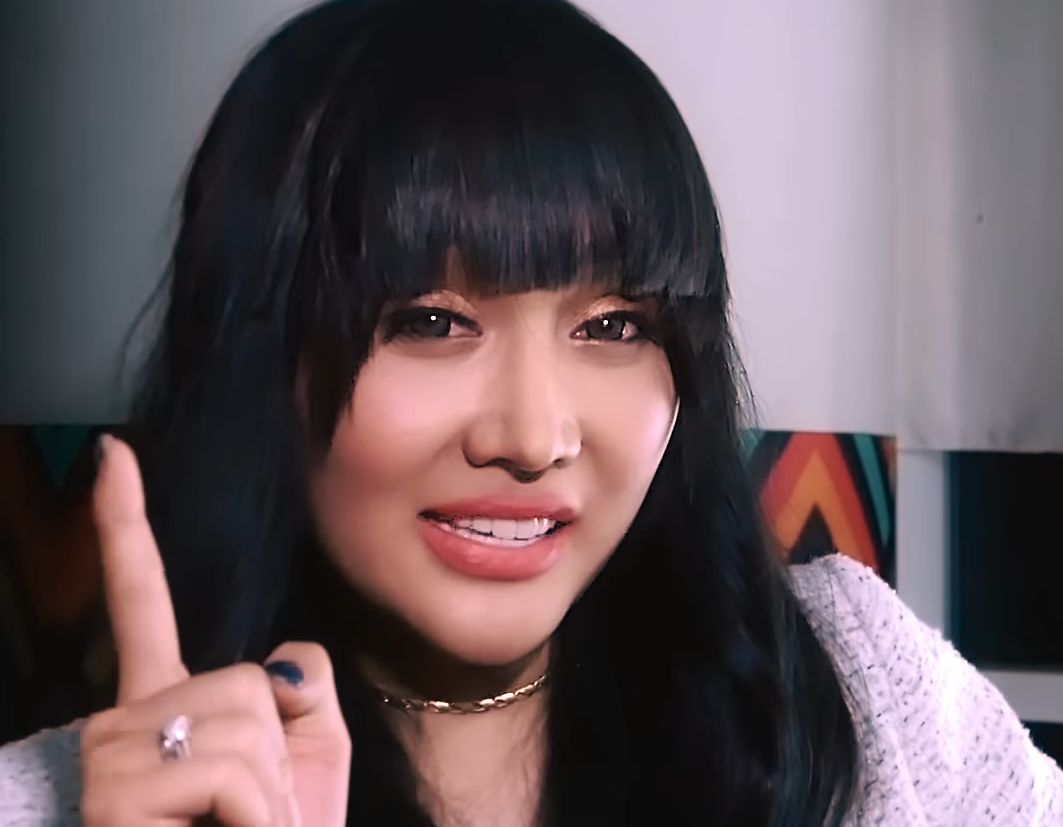
Lucinta Luna, artista trans indonésia

Discriminação e assédio dirigidos a pessoas trans não são incomuns, embora a violência seja rara. A lei indonésia não protege explicitamente as pessoas transexuais contra discriminação ou assédio. Pessoas trans que não escondem sua identidade de gênero frequentemente enfrentam dificuldades para manter um emprego legítimo e, portanto, muitas vezes são forçadas à prostituição e a outras atividades ilegais para sobreviver. O Conselho Ulema afirmou que as pessoas transexuais deveriam viver no gênero com o qual nasceram: "Se eles não estão dispostos a se curar médica e religiosamente, devem estar dispostos a aceitar seu destino de serem ridicularizados e perseguidos", disse um de seus membros. No entanto, o sistema judicial indonésio assume a posição contrária, com casos como o de Vivian Rubiyanti Iskandar, a primeira trans indonésia a ser legalmente reconhecida como mulher, dando origem ao reconhecimento legal dos gêneros reais de trans indonésios pelo Estado, e Lucinta Luna, artista e mulher transgênero que após mudar legalmente seu nome e gênero, cumpriu pena de prisão por consumo de drogas em uma cela feminina. Também houve casos em que autores de crimes de ódio contra a comunidade transgênero foram presos e processados pelas autoridades do pais.

### Sociedade buginesa

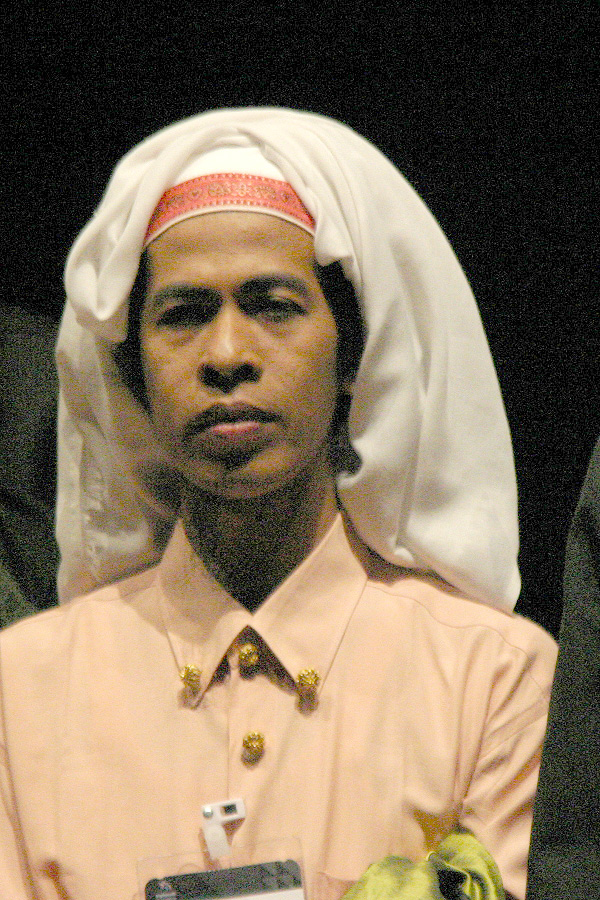
Um bissu buginês em 2004

Os bugineses são um grupo étnico que possui cerca de 7 milhões de pessoas, dos quais 6,3 milhões vivem na Indonésia segundo o censo de 2010. Destes, 3,6 milhões vivem na província de Celebes Meridional.
Em contraste com o binário de gênero, a sociedade buginesa reconhece cinco gêneros: makkunrai, oroané, bissu, calabai e calalai. O conceito de cinco gêneros tem sido parte essencial de sua cultura há pelo menos seis séculos, de acordo com a professora associada de ciências sociais Sharyn Graham Davies, da Universidade de Tecnologia de Auckland, citando tradições similares na Tailândia, Malásia, Índia e Bangladesh.
Oroané são comparáveis aos homens cis, makkunrai para mulheres cis, calalai para homens trans, e calabai para mulheres trans, enquanto bissus são andróginos, altersexos ou intersexos e reverenciados como xamãs ou sacerdotes. Os bissu e suas tradições correm risco de extinção devido à discriminação cultural e LGBTfobia na sociedade indonésia.

### Desenvolvimentos recentes
Em 2008, foi inaugurada na cidade de Yogyakarta a única madraça para pessoas trans do mundo. Em 2007 e 2012, Yuli Retoblaut, primeira mulher transgênero a obter um mestrado na Indonésia após passar 17 anos na prostituição, candidatou-se sem sucesso para a Comissão Nacional de Direitos Humanos do país. Em janeiro de 2018, mulheres trans foram presas, despidas, tiveram suas cabeças raspadas e foram humilhadas publicamente na província de Achém. Mais tarde, em março, a Agência Social de Jacarta declarou que pessoas waria eram socialmente disfuncionais. O chefe de seu departamento de reabilitação afirmou que "a agência regularmente conduzia batidas contra mulheres transgênero". Indivíduos trans detidos são levados pela agência para centros de "reabilitação" de propriedade da cidade, onde são encarcerados junto com moradores de rua, mendigos e artistas de rua, e liberados apenas se a documentação que atesta a falta de moradia for recebida e uma declaração é assinada na qual o indivíduo promete não repetir sua "infração". As autoridades afirmaram que isso está sendo feito para criar um impedimento contra ser transgênero, e que violações contínuas resultarão em prisão.
Desde junho de 2021, o Ministério do Interior realizou esforços de divulgação para emitir documentos de identificação para transgêneros indonésios, incluindo uma carteira de identidade. Residentes transgêneros de Banten, Java Ocidental, Java Central, Java Oriental, Sumatra do Norte, Sumatra do Sul, Sulawesi do Sul, Lampung e Papua já se beneficiaram. A razão apresentada foi que muitos deles não tinham documentos, especialmente onde suas famílias não os apoiavam (na Indonésia, o registro familiar é um documento de identificação essencial), deixando-os sem acesso ao trabalho ou serviços sociais. O Ministério também afirmou que apenas as opções de sexo "masculino" e "feminino" seriam reconhecidas no momento, sem a possibilidade de um terceiro gênero/designador X, e que os indonésios transgêneros teriam seu gênero de nascimento impresso, a menos que já tivessem obtido o reconhecimento dos tribunais.

## Condições de vida
86% dos cidadãos indonésios se identificam como muçulmanos. De acordo com o Ministério da Saúde do país, em 2012, a Indonésia tinha cerca de 1 milhão de homens que fazem sexo com homens, assumidos ou não. Mais de 5% deles são diagnosticados com AIDS. Estima-se que a Indonésia tenha cerca de 31 mil mulheres transexuais, e que a comunidade LGBT constitua cerca de 3% da população indonésia, levando a um número de cerca de 8 milhões de pessoas. A política familiar das autoridades, a pressão social para casar e a religião fazem com que a homossexualidade geralmente não seja apoiada. Tanto os muçulmanos modernistas quanto os tradicionalistas, bem como outros grupos religiosos, como os cristãos, especialmente católicos romanos, geralmente se opõem à homossexualidade. Muitos grupos fundamentalistas islâmicos, como a Frente de Defensores Islâmicos (FPI), são abertamente hostis às pessoas LGBT, atacando as casas ou trabalhos daqueles que acreditam ser uma ameaça aos valores do Islã.
A discriminação explícita e a homofobia violenta são realizadas principalmente por extremistas religiosos, enquanto a discriminação sutil e a marginalização ocorrem na vida cotidiana entre amigos, família, no trabalho ou na escola. As pessoas LGBT frequentemente sofrem abusos nas mãos da polícia, que são difíceis de documentar pois as vítimas se recusam a prestar depoimento devido a sua sexualidade. As pessoas LGBT são frequentemente presas ou acusadas devido a sua orientação sexual. Gays nas prisões costumam ser abusados sexualmente, e muitas vezes não denunciam devido ao trauma e ao medo de serem mandados de volta à prisão para sofrer mais abusos.
A Indonésia tem a reputação de ser uma nação muçulmana relativamente moderada e tolerante, o que de certa forma também se aplica para pessoas LGBT. Há algumas pessoas desta categoria na mídia, e o governo nacional permitiu a existência de uma comunidade LGBT discreta, que às vezes organiza eventos públicos. No entanto, os costumes sociais islâmicos conservadores tendem a predominar dentro da sociedade em geral. A homossexualidade e o cross-dressing permanecem tabus e, periodicamente, as pessoas LGBT se tornam alvo de grupos fanáticos de vigilantes.
Em janeiro de 2018, a polícia de Achém saqueou um salão com o apoio do governo autônomo da província. A polícia torturou todos os cidadãos LGBT dentro das dependências do salão, raspou a cabeça de mulheres trans, despiu suas camisas e sutiãs e os desfilou na rua enquanto os obrigava a gritar "para tornar-se homens". O evento foi criticado por organizações de direitos humanos.
De acordo com o Planet Romeo em 2015, a Indonésia tem uma baixa taxa de abuso contra pessoas LGBT. A Indonésia ficou em 73.º lugar no Índice de Felicidade Gay, superando a Malásia em 77.º e a Índia em 81.º. A baixa opinião pública é a razão pela qual o país obteve uma baixa classificação, apesar de ter maior pontuação de comportamento público, comparável a países em colocações superiores.

### Meios de comunicação
A Lei Contra Pornografia e Pornoação de 2008 proíbe "… qualquer escrita ou apresentação audiovisual – incluindo canções, poesia, filmes, pinturas e fotografias que mostrem ou sugiram relações sexuais entre pessoas do mesmo sexo". Aqueles que violarem a lei podem ser multados ou condenados à prisão por até sete anos. No entanto, a mídia está dando mais cobertura à homossexualidade na Indonésia.
Em fevereiro de 2016, o discurso público e os debates sobre homossexualidade e questões LGBT se intensificaram com a ocorrência de casos de grande repercussão de supostas más condutas homossexuais, envolvendo celebridades indonésias. Primeiro, uma acusação de abordagem sexual e assédio da personalidade da TV Indra Bekti contra vários homens; seguida pelo caso do cantor dangdut Saiful Jamil, que foi nomeado suspeito de uma agressão sexual envolvendo um fã menor de idade.
Até recentemente, a representação de pessoas LGBT era bastante visível na mídia indonésia, especialmente na televisão, com personalidades famosas da TV, apresentadores, artistas e celebridades com comportamento efeminado, ou mesmo cross-dressers, bastante comuns nos programas de televisão indonésios. No entanto, após os supostos escândalos homossexuais envolvendo celebridades indonésias, em março de 2016, a comissão nacional de radiodifusão divulgou uma política de proibição de programas de TV e rádio que fazem o comportamento LGBT parecer "normal", dizendo que isso era para proteger crianças e adolescentes que são "suscetíveis a imitar comportamentos desviantes LGBT". Isso significa que as emissoras, especialmente de televisão, são desencorajadas a apresentar figuras efeminadas, pessoas trans ou transformistas em seus programas, embora tais práticas fossem bastante comuns anteriormente em programas de TV indonésios, especialmente programas de variedades e performances de lawak (comédia).

### Posições de partidos políticos
A maioria dos principais partidos políticos e políticos permanecem em silêncio na causa dos direitos LGBT. Partidos islamistas como o Partido da Justiça Próspera (PKS) e o Partido da União e Desenvolvimento (PPP) se posicionam fortemente contra os direitos LGBT e foram além ao propor, em março de 2016, um projeto de lei nacional anti-LGBT para proibir o ativismo e criminalizar os direitos e o comportamento LGBT. O Partido do Mandato Nacional (PAN), apesar de compartilhar sentimentos anti-LGBT com o PKS e o PPP, pediu às pessoas que não discriminassem e assediassem a comunidade LGBT. No entanto, em troca, o partido também instou as pessoas LGBT a não promoverem o ativismo por seus direitos na Indonésia.
Atualmente, o único partido político na Indonésia que apoia abertamente o movimento pelos direitos LGBT é o Partido Verde (PHI). No entanto, em outubro de 2016, o presidente Joko Widodo afirmou ser um defensor dos direitos LGBT e que as pessoas LGBT deveriam ter o direito de não serem discriminadas. Além disso, alguns políticos do Partido Democrático Indonésio de Luta (PDI-P) e do moderadamente conservador Partido do Despertar Nacional (PKB) simpatizaram com o apoio aos direitos LGBT. O PDI-P afirmou ainda que, como partido pluralista, poderia aceitar a existência de pessoas LGBT, e apesar de sustentar que é um comportamento desviante, pediu às pessoas que tolerassem as pessoas LGBT e não fossem hostis contra elas.

## Ativismo pelos direitos LGBT na Indonésia

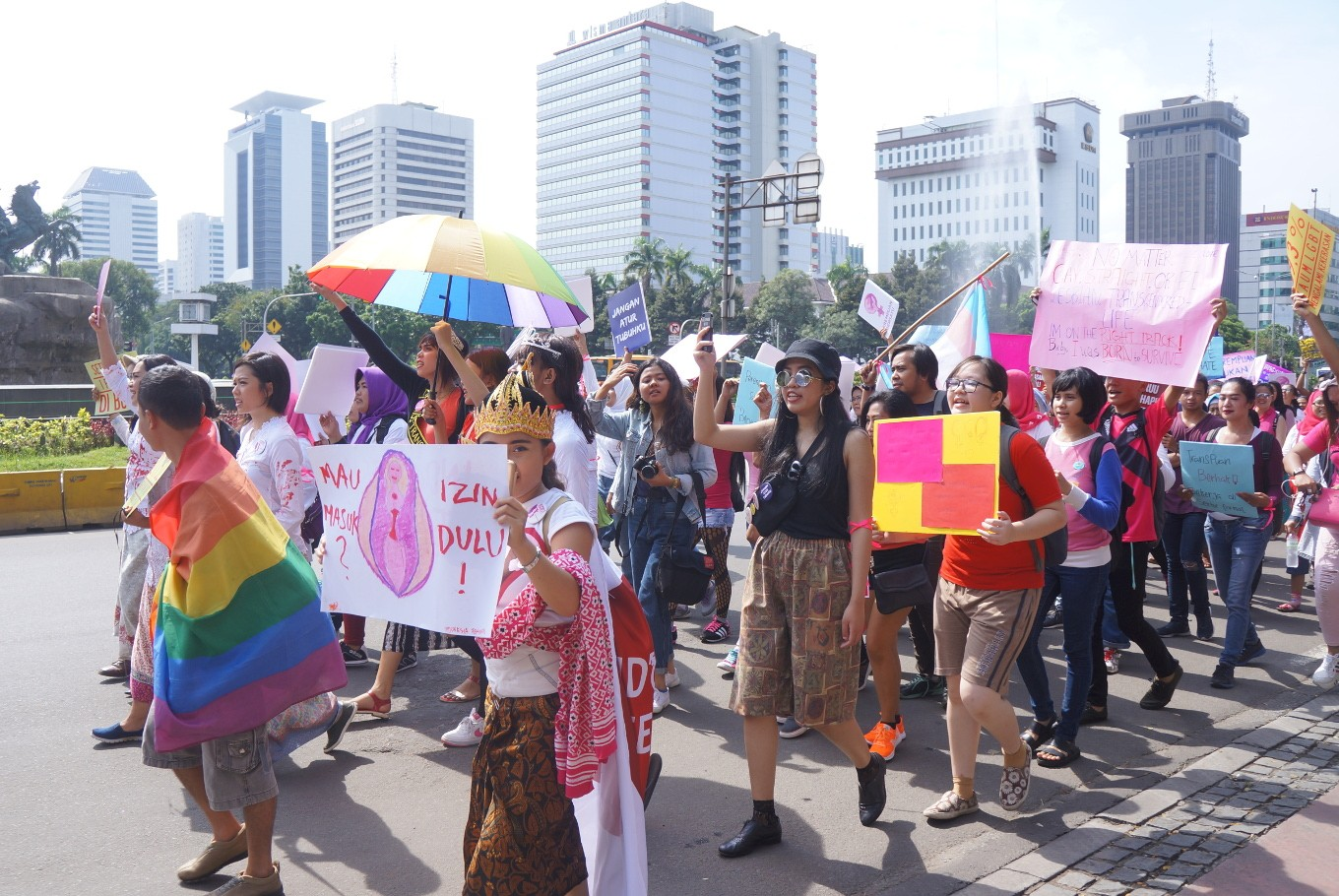
Ativistas LGBT durante um protesto em Jacarta, 2018

Em 1982, o primeiro grupo de interesse pelos direitos dos homossexuais foi estabelecido na Indonésia. "Lambda Indonesia" e outras organizações semelhantes surgiram no final dos anos 1980 e 1990. Hoje, algumas das principais associações LGBT do país são "Gaya Nusantara" e "Arus Pelangi".
O movimento de gays e lésbicas na Indonésia é um dos mais antigos e maiores do Sudeste Asiático. As atividades da Lambda Indonesia incluíam a organização de reuniões sociais, conscientização e criação de um boletim informativo, mas o grupo se dissolveu na década de 1990. Gaya Nusantara é um grupo de direitos gays que se concentra em questões homossexuais, incluindo a AIDS. Outro grupo é o Yayasan Srikandi Sejati, fundado em 1998. Seu foco principal é em questões de saúde sobre pessoas transgênero, e seu trabalho inclui o fornecimento de aconselhamento sobre HIV/AIDS e preservativos gratuitos para profissionais do sexo transgênero em uma clínica de saúde gratuita. Existem agora mais de trinta grupos LGBT no país.
A cidade indonésia de Yogyakarta sediou uma cúpula sobre direitos LGBT em 2006 que resultou na criação e assinatura dos Princípios de Yogyakarta sobre a Aplicação da Lei Internacional de Direitos Humanos em relação à Orientação Sexual e Identidade de Gênero. No entanto, em março de 2010, outra cúpula sobre o tema em Surabaya foi condenada pela Frente de Defensores Islâmicos e interrompida por manifestantes conservadores.
Por volta de 2015, as conquistas do movimento pelos direitos LGBT nos países ocidentais tiveram implicações significativas na Indonésia. Como vários países influentes no Ocidente começaram a legalizar o casamento entre pessoas do mesmo sexo a partir de 2001, a questão dos direitos LGBT chamou a atenção e a conscientização do público em geral na Indonésia e gerou discursos públicos. A opinião popular se dividiu em várias posições, e a reação não foi majoritariamente positiva. Os elementos de direita na política indonésia, especialmente partidos e organizações políticas de base religiosa, condenaram publicamente os direitos LGBT. Alguns argumentaram que a Indonésia estaria sob a ameaça da "propaganda" global LGBT, que promove um "estilo de vida LGBT". O casamento ou união civil entre pessoas do mesmo sexo tornou-se a principal questão discutida publicamente em relação aos direitos LGBT, embora ativistas LGBT tenham argumentado que atualmente eles não lutam pelo casamento entre pessoas do mesmo sexo, mas simplesmente buscam os direitos humanos fundamentais de segurança, viver sem medo e liberdade de reunião.
A história em quadrinhos Alpantuni retrata um personagem gay indonésio que enfrenta o sentimento anti-LGBT com personagens muçulmanos. Sua conta no Instagram foi posteriormente encerrada pelas autoridades, no entanto, foi reativada mais tarde.
Em resposta a um projeto de lei destinado a obrigar a terapia de conversão para indivíduos suspeitos de serem LGBT, a musicista/compositora indonésia queer Kai Mata "gerou um burburinho na mídia por ser a primeiro musicista abertamente gay na Indonésia" em meio à hostilidade do governo e ao sentimento público severo. Os comentários a seu anúncio e sua oposição pública ao projeto de lei ecoaram o apoio da comunidade internacional, a esperança dos indonésios não assumidos e a reação negativa de outros cidadãos.

### HIV/AIDS
Diretrizes legais sobre HIV/AIDS não existem, embora a AIDS seja um problema significativo na maioria dos países da região. Aqueles infectados com HIV que viajam para a Indonésia podem ser impedidos de entrar ou ameaçados com quarentena. Devido à falta de educação sexual nas escolas indonésias, há pouco conhecimento sobre a doença entre a população em geral. Algumas organizações, no entanto, oferecem educação sexual, embora enfrentem hostilidade aberta das autoridades escolares. No início do movimento pelos direitos dos homossexuais na Indonésia, as organizações LGBT se concentravam exclusivamente em questões de saúde, o que levou o público a acreditar que a AIDS era uma "doença gay" e levou as pessoas LGBT a serem estigmatizadas.

### Oposição
Tradicionalmente, os indonésios são tolerantes com as pessoas LGBT que ficam quietas e discretas sobre suas vidas privadas. No entanto, esse nível de tolerância não se estende aos movimentos de direitos LGBT, que enfrentaram forte condenação na esfera pública por parte das autoridades indonésias. Uma onda de retórica anti-LGBT começou em janeiro de 2016, quando o ministro do Ensino Superior, Mohamad Nasir, disse que as pessoas LGBT deveriam ser barradas dos campi universitários. O ministro pediu a proibição de grupos gays nas universidades após estudantes da Universidade da Indonésia (UI) estabelecerem um grupo de aconselhamento e apoio chamado Grupo de Apoio e Centro de Recursos em Estudos de Sexualidade (SGRC). O grupo foi concebido como um serviço de aconselhamento, centro de recursos e grupo de apoio em questões de sexualidade e gênero, especialmente para jovens e estudantes LGBT, que frequentemente sofrem abusos, assédio, violência e discriminação em relação ao seu gênero e sexualidade. O SGRC vê as pessoas LGBT como seres humanos que precisam de amigos e proteção. O grupo, que buscava defender aqueles que sofrem violência de gênero, explicou que não "transforma" ou "incentiva" as pessoas a serem gays, nem tentou "curar" os gays. Em meio ao calor da questão, a Universidade da Indonésia recusou-se a ser responsabilizada pelas ações do SGRC e afirmou que o grupo não era uma organização estudantil oficialmente registrada. Outro funcionário do governo pressionou os serviços de mensagens instantâneas de smartphones a descartar emojis com temas gays e lésbicos, levando uma empresa a obedecer.
Geralmente, as autoridades religiosas na Indonésia condenam atos homossexuais e são ferozmente contra o movimento pelos direitos LGBT. A oposição mais ativa veio de grupos de maioria islâmica, com o Conselho Ulema Indonésio, o principal órgão clerical muçulmano do país, pedindo a criminalização da homossexualidade. Outros grupos religiosos, como cristãos e especificamente católicos romanos, expressaram sua rejeição aos direitos LGBT na Indonésia. As autoridades católicas indonésias reiteraram que o catolicismo não reconhece o casamento entre pessoas do mesmo sexo, mas garantiram que, apesar de suas supostas transgressões, as pessoas LGBT devem ser protegidas e não prejudicadas.
A Associação Psiquiátrica da Indonésia (PDSKJI) classifica a homossexualidade, a bissexualidade e o transgenerismo como transtornos mentais. Referindo-se à Lei n.º 18/2014 sobre Saúde Mental e às suas Diretrizes de Diagnóstico de Saúde Mental e Transtornos Mentais, a associação classifica os indonésios homossexuais e bissexuais como "pessoas com problemas psiquiátricos" e transgêneros como portadores de "transtornos mentais". O Ministério da Saúde do país não segue esta posição: desde 1993, a homossexualidade e a bissexualidade não são considerados transtornos mentais pelo órgão, enquanto transgêneros são enquadrados em um "transtorno de identidade de gênero".
Algumas figuras militares utilizaram a retórica de teorias da conspiração. O então ministro da Defesa, Ryamizard Ryacudu, chamou o movimento LGBT de "guerra por procuração" para fazer lavagem cerebral nos indonésios e afirmou que recebeu "financiamento estrangeiro", apontando para fundos de organizações das Nações Unidas como a UNAIDS ou governos e fundações ocidentais.
Houve alguns incidentes de pessoas LGBT sendo assediadas. Grupos LGBT passaram a trabalhar na criação de esconderijos e elaboração planos de evacuação em caso de necessidade. Em Yogyakarta, em fevereiro de 2016, 23 ativistas foram agredidos pela polícia, que disse à mídia local que os impediu de realizar uma manifestação para evitar um confronto com um grupo muçulmano radical que realizava um protesto anti-LGBT nas proximidades.
O presidente da Assembleia Consultiva Popular, Zulkifli Hasan, afirmou em comunicado que "como movimento, a existência dos LGBT deve ser combatida. Devemos limitar seu espaço para se mover. No entanto, como indivíduos, eles devem ser protegidos como qualquer outro cidadão”. A antropóloga Sharyn Graham Davies comentou que o foco principal dessa oposição era que a diversidade sexual e de gênero pode ser tolerada, desde que as pessoas LGBT permaneçam invisíveis na sociedade indonésia e não formem um movimento visível. Por outro lado, em meio a intensas hostilidades, algumas autoridades – incluindo o ex-governador de Jacarta, Basuki Tjahaja Purnama e o ex-ministro de Assuntos Políticos, Jurídicos e de Segurança Luhut Binsar Panjaitan – defenderam a comunidade LGBT. "Quem quer que seja, onde quer que trabalhe, continua a ser um cidadão indonésio. Eles também têm o direito de serem protegidos", disse Panjaitan. O presidente Joko Widodo também expressou apoio aos direitos LGBT e pediu o fim da discriminação.
Várias cidades em Sumatra Ocidental tomaram medidas para marginalizar os grupos LGBT. Dentre estas, em 2018, a cidade de Pariaman aprovou uma lei de indecência pública para multar seus residentes gays e transgêneros em 1 milhão de rupias indonésias (70 dólares estadunidenses) por perturbar a "ordem pública" ao proibir "atos considerados LGBT" em público. O regulamento proíbe "atos imorais" entre casais do mesmo sexo e proíbe os residentes de "agir como travestis" em público.
Em junho de 2019, o chefe da Nofrijal, agência de população e planejamento familiar do país, rotulou os cidadãos LGBT como "principais inimigos do desenvolvimento nacional".

## Opinião pública
De acordo com uma pesquisa de 2017 realizada pela Associação Internacional de Gays e Lésbicas (ILGA), 32% dos indonésios concordaram que gays, lésbicas e bissexuais deveriam ter os mesmos direitos que os heterossexuais, enquanto 47% discordaram. Além disso, 37% concordaram que deveriam ser protegidos da discriminação no local de trabalho. 38% dos indonésios, no entanto, disseram que as pessoas que estão em relacionamentos do mesmo sexo deveriam ser acusadas como criminosas, enquanto 37% discordaram. Quanto às pessoas transgênero, 49% concordaram que deveriam ter os mesmos direitos, 55% acreditavam que deveriam ser protegidas contra a discriminação no emprego e 41% acreditavam que deveriam ter permissão para mudar seu gênero legal.
Os resultados da pesquisa online conduzida pela ILGA em outubro de 2016 mostram que 69% dos indonésios se opõem ao casamento entre pessoas do mesmo sexo, 14% apoiam, e 17% declararam ter uma visão neutra.
De acordo com a pesquisa nacional do instituto SMRC, 58% dos indonésios concordaram que as pessoas LGBT têm o direito de viver como cidadãos, enquanto 46% dos indonésios aceitariam seus familiares caso eles se assumissem como parte da comunidade LGBT.

## Tabela de resumo
| Legalidade da atividade sexual entre pessoas do mesmo sexo                                            | / Nenhuma legislação que a criminaliza, exceto em Achém. |
| Igual idade de consentimento (18)                                                                     | Sim |
| Liberdade de expressão                                                                                | Expressar apoio aos direitos e pessoas LGBT é permitido e todo conteúdo relacionado a LGBT é permitido, desde que não contenha elementos pornográficos e não seja direcionado a menores de 18 anos. No entanto, o conteúdo LGBT não é permitido na televisão durante o Ramadã. |
| Leis anti-discriminação apenas no emprego                                                             | ? Teoricamente, há garantia de proteção contra práticas discriminatórias com base em qualquer fundamento na Constituição e na Lei de Direitos Humanos (n.º 39/1999). O governo alega que os direitos de trabalhadores LGBT são protegidos pela lei n.º 13/2003, que não cita explicitamente este grupo. Pessoas transgênero podem sofrer discriminação devido ao reconhecimento exclusivo de gênero binário pelo governo. |
| Leis anti-discriminação no fornecimento de bens e serviços                                            | Não |
| Leis antidiscriminação em todas as outras áreas (incluindo discriminação indireta e discurso de ódio) | Não consagrado pela constituição, mas as autoridades policiais indonésias determinam que qualquer discurso de ódio relacionado a gênero ou orientação sexual pode ser denunciado e levar a um processo legal. |
| Casamentos homossexuais                                                                               | Não |
| Reconhecimento de casais homossexuais                                                                 | Não |
| Adoção de enteados por casais do mesmo sexo                                                           | Não |
| Adoção conjunta por casais do mesmo sexo                                                              | Não |
| Adoção por solteiros independentemente da orientação sexual                                           | Por lei, a adoção deve ser de um casal heterossexual casado. No entanto, pais solteiros podem adotar crianças se o Ministério dos Assuntos Sociais ou uma de suas agências locais permitir, situação em que não há requisitos em relação à orientação sexual. |
| Serviço de pessoas abertamente LGBT nas forças armadas                                                | De facto ilegal. |
| Serviço de pessoas abertamente intersexo nas forças armadas                                           | ? Um caso de homem intersexo autorizado a ingressar no exército após cirurgia. |
| Direito legal de mudar de gênero                                                                      | Indivíduos trans/intersexuais podem mudar legalmente de gênero após cirurgia e aprovação judicial. A pessoa que mudar de gênero/sexo será reconhecida pelo Estado como pertencendo ao gênero legal oposto. |
| Opção de terceiro gênero                                                                              | Apesar de permitir que pessoas trans tenham sua própria carteira de identidade eletrônica em 9 províncias em junho de 2021, uma terceira opção de gênero não está disponível. |
| Acesso à fertilização in vitro para lésbicas                                                          | Não |
| Proibição da terapia de conversão                                                                     | Não |
| Barriga de aluguel comercial para casais gays masculinos                                              | Não |
| Permissão para HSH doarem sangue                                                                      | ? Nenhuma lei relacionada a isso. HSH podem ser proibidos de doar sangue sob a alegação de "maus hábitos" no questionário. |
| Desclassificação da homossexualidade como doença mental                                               | O Ministério da Saúde da Indonésia não classifica a homossexualidade ou a bissexualidade como um transtorno mental, embora trate a visão do transgenerismo separadamente. |